# Pursuing Stacks
Pursuing Stacks (im französischen Original À la poursuite de champs, deutsch Verfolgung von Stacks) ist eine einflussreiche Arbeit von Alexander Grothendieck aus dem Jahr 1983 über die Behandlung der Homotopietheorie mit den Methoden der Höheren Kategorientheorie. Mit Stacks sind dabei ∞-Gruppoide gemeint, nicht die Stacks aus der Algebraischen Geometrie. Weitere Ausarbeitungen der Arbeit stammen von Georges Maltsiniotis und Denis-Charles Cisinski.

## Inhalt
Das Manuskript beginnt mit einem zwölfseitigen Brief an Daniel Quillen, welcher auf der Vereinigung der Gebiete etwa für die Kan-Quillen-Modellstruktur oder Quillen-Adjunktionen bekannt ist. Datiert ist der von Daniel Quillen unbeantwortet gebliebene Brief auf den 19. Februar 1983. Darauf folgen etwa 600 Seiten an Notizen von Alexander Grothendieck selbst, welcher darauf bestand, dass im Falle einer Veröffentlichung nur alles original wiedergegeben würde, sodass klar ersichtlich wäre, dass Fehler auch bekannten Menschen passieren.